# Gold (canção de Marina and the Diamonds)
Gold é uma canção da artista musical galesa Marina and the Diamonds, extraída de seu terceiro álbum de estúdio Froot. Foi lançada como single promocional do álbum em 4 de abril de 2015. A canção já havia sido divulgada antes, mas foi lançada como "Fruta do Mês", que é a laranja. posteriormente.

## Composição
Sobre a canção, Diamandis revelou: "Eu a escrevi na Alemanha, enquanto estava abrindo a turnê do Coldplay e divulgando o álbum Electra Heart", e continou: "Eu estava me sentindo muito frustrada na época, e escrevi essa música, como resultado".

## Histórico de lançamento
| Região | Data               | Formato(s)       |
| ------ | ------------------ | ---------------- |
| Mundo  | 4 de abril de 2015 | Download digital |